# Liste der Ehrenbürger von Kassel
Diese Liste der Ehrenbürger der Stadt Kassel verzeichnet in zeitlicher Reihenfolge die Verleihungen des Ehrenbürgerrechts:
- 1830: Maximilian von Ditfurth, Leutnant und Hauptmann * 10. Mai 1806 in München † 8. August 1861 in Marburg
- 1834: Karl Schomburg, Oberbürgermeister a. D. * 11. Oktober 1791 in Grebenstein † 4. Juli 1841 in Mihla bei Eisenach
- 1836: Karl Wilhelm Wippermann, Bürgermeister a. D. * 1. Dezember 1800 in Rinteln † 23. März 1857 in Rinteln
- 1847: Louis Spohr, Generalmusikdirektor und Hofkapellmeister * 5. April 1784 in Braunschweig † 22. Oktober 1859 in Kassel
- 1850: Bernhard Eberhard, Kurhessischer Minister * 7. April 1796 in Schlüchtern † 29. Februar 1860 in Hanau
- 1850: Moritz von Baumbach, Kurhessischer Staats- und Justizminister * 25. Februar 1789 in Gemünden † 15. Juni 1871 in Kassel
- 1856: Johann Peter Heraeus, Obermedizinaldirektor * 15. Januar 1790 in Hanau † 4. Januar 1857 in Kassel
- 1856: Ludwig Schwarzenberg, Obergerichtsanwalt * 27. November 1787 in Kassel † 26. Oktober 1857 in Kassel
- 1859: Karl Bernhardi, Landesbibliothekar * 9. Oktober 1799 in Ottrau † 1. August 1874 in Kassel
- 1862: Friedrich Oetker, Obergerichtsanwalt, Redakteur * 9. April 1809 in Rehren, † 17. Februar 1881 in Berlin
- 1866: Eduard von Moeller, Oberpräsident a. D. * 3. Juni 1814 in Minden † 2. November 1880 in Kassel
- 1866: Franz von Werder, Generalgouverneur von Kurhessen * 26. Oktober 1788 in Magdeburg † 30. Juni 1869 in Potsdam
- 1873: Heinrich Henkel, Justizrat * 9. Januar 1802 in Schmalkalden † 26. Juni 1873 in Kassel
- 1876: Julius von Bose, General * 12. September 1809 in Sangerhausen † 22. Juli 1894 in Wernigerode
- 1885: August Albrecht, Polizeipräsident * 14. Januar 1813 in Heilgenstadt, † 22. März 1886 in Hofgeismar
- 1890: Otto von Bismarck, Reichskanzler * 1. April 1815 in Schönhausen (Elbe) † 30. Juli 1898 in Friedrichsruh
- 1893: George André Lenoir, Chemiker * 5. Februar 1825 in Kassel † 2. November 1909 in Meran (Südtirol)
- 1895: Gustav Adolf Hupfeld, Geheimer Justizrat * 2. Mai 1823 in Lichtenau. † 9. April 1897 in Kassel
- 1899: Eduard von Magdeburg, Oberpräsident der Provinz Hessen-Nassau * 16. Oktober 1844 in Biebrich † 15. Januar 1932 in Potsdam
- 1903: Friedrich Carl Endemann, Vizebürgermeister und Beigeordneter, * 10. April 1833 in Marburg, † 30. Juni 1909 in Kassel
- 1912: Karl Pfeiffer, Stadtverordneten-Vorsteher, * 17. Februar 1844 in Kassel, † 17. Oktober 1912 in Kassel
- 1914: Josias von Heeringen, Generaloberst * 9. März 1850 in Kassel, † 9. Oktober 1926 in Charlottenburg
- 1919: Paul von Hindenburg, Generalfeldmarschall und Reichspräsident * 2. Oktober 1847 in Posen, † 2. August 1934 auf Gut Neudeck
- 1919: Georg Seidler, Beigeordneter, * 21. Februar 1842 in Kassel, † 26. Dezember 1923 in Kassel
- 1933: Adolf Hitler, Reichskanzler und Reichspräsident (1933/1934–1945), * 20. April 1889 in Braunau, † 30. April 1945 in Berlin
- 1933: Hermann Göring, Reichsmarschall und preußischer Ministerpräsident (1933–1945), * 12. Januar 1893 in Rosenheim, † 15. Oktober 1946 in Nürnberg. Durch die Direktive Nr. 38 des Alliierten Kontrollrats vom 12. Oktober 1946 wurden Görings Ehrenbürgerschaften aufgehoben
- 1935: Roland Freisler, Präsident des Volksgerichtshofes (1942–1945), * 30. Oktober 1893 in Celle, † 3. Februar 1945 in Berlin
- 1935: Heinrich Rudolf, Stellwerksmeister i. R., * 10. August 1868 in Griffe, † ?
- 1937: Wilhelm Frick, Reichsminister des Innern und preußischer Innenminister (1933–1943), * 12. März 1877 in Alsenz (Pfalz), † 16. Oktober 1946 in Nürnberg. Durch die Direktive Nr. 38 des Alliierten Kontrollrats vom 12. Oktober 1946 wurden Fricks Ehrenbürgerschaften aufgehoben
- 1939: Karl Weinrich, Staatsrat (1933–1945) und Gauleiter von Kurhessen (1933–1943), * 2. Dezember 1887 in Molmeck (Südharz), †  22. Juli 1973 in Hausen. Durch die Direktive Nr. 38 des Alliierten Kontrollrats vom 12. Oktober 1946 wurde Weinrichs Ehrenbürgerschaft aufgehoben
- 1939: Wilhelm Reinhard, General der Infanterie, Reichskriegerführer und SS-Obergruppenführer (1933–1945), * 18. März 1869 in Forsthaus Lutau, Kreis Flatow, † 18. Januar 1955 in Dortmund
- 1939: Rudolf Braun, Gauwirtschaftsberater der NSDAP, Reichstagsabgeordneter (1933–1945), * 21. Juli 1889 in Wetter (Hessen); † 25. Juli 1975 in Marburg
- 1951: Theodor Schröder, Präsident der Landesversicherungsanstalt Hessen-Nassau a. D. * 8. März 1860 in Kassel, † 2. Oktober 1951 in Helmarshausen
- 1951: Wilhelm Kniest, Ehrenobermeister der Schreinerinnung, * 11. April 1863 in Hamburg, † 10. August 1951 in Kassel
- 1956: Sara Nussbaum, * 29. November 1868 in Merzhausen (Willingshausen), † 13. Dezember 1956 in Kassel
- 1957: Georg-August Zinn, Ministerpräsident des Landes Hessen, * 27. Mai 1901 in Frankfurt am Main, † 27. März 1976 in Frankfurt am Main
- 1960: August Bode, Fabrikant, * 28. September 1875 in Kassel, † 11. Dezember 1960 in Kassel
- 1960: Georg Häring, Landwirtschaftsminister, Landeshauptmann, * 5. März 1885 in Augsburg, † 24. August 1973 in Kassel
- 1964: Rudolf Freidhof, Regierungsrat, * 23. September 1888 in Gerlachsheim-Baden, † 25. Dezember 1983 in Kassel
- 1966: Fritz Catta, Architekt * 11. Januar 1886 in Wiesbaden † 17. September 1968 in Kassel
- 1970: Willi Seidel, Oberbürgermeister, * 1. November 1885 in Kassel, † 9. März 1976 in Kassel
- 1975: Karl Branner, Oberbürgermeister, * 11. September 1910 in Kassel, † 17. Oktober 1997 in Kassel
- 1980: Rolf Lucas, Vizepräsident des hessischen Landtags Hauptamtlicher Geschäftsführer der documenta GmbH, * 15. Dezember 1916 in Siegburg, † 27. August 1980 in Kassel
- 1984: Elisabeth Selbert, Juristin und Politikerin, eine der vier Mütter des Grundgesetzes * 22. September 1896 in Kassel † 9. Juni 1986 in Kassel
- 1987: Christine Brückner, Schriftstellerin * 10. Dezember 1921, † 21. Dezember 1996 Kassel
- 1988: Holger Börner, Hessischer Ministerpräsident (1976–1987), * 7. Februar 1931 in Kassel, † 2. August 2006 in Kassel
- 1989: Max Danz, Arzt, Mitbegründer und Vizepräsident des Nationalen Olympischen Komitees (NOK), * 6. September 1908 in Kassel, † 20. Juni 2000 in Kassel
- 2010: Richard Wurbs (FDP), Vizepräsident des Deutschen Bundestages (1979–1984), * 16. August 1920 in Kassel, † 9. September 2018
- 2010: Jochen Lengemann, Landtagspräsident (CDU), * 10. Januar 1938 in Kassel
- 2010: Hans Krollmann, Staatsminister (SPD), * 7. November 1929 in Werdau
- 2020: Eva‐Maria Schulz‐Jander, Mitglied des Präsidiums des Deutschen Koordinierungsrates der Gesellschaften für Christlich-Jüdische Zusammenarbeit (1991–2016), * 1935 in Breslau